# エアタイクーンオンラインシリーズ
エアタイクーンオンラインは、iOS系端末（iPhoneやiPad）とAndroid系端末で遊べる、オンラインの航空会社経営シミュレーションゲームおよびシリーズである。略称はATO。ATOの初版は2013年3月にリリースされた。元々はエアタイクーンシリーズをオンライン化したものとしてリリースされたが、今ではエアタイクーンオンラインシリーズをオフライン化し、エアタイクーンシリーズとしてリリースされている物もある。韓国のTRADEGAME Lab Inc.が開発・運営している。

## 概要
ゲームは1960年から1970年の間のランダムな年月から始まる。プレイヤーは、プレイヤー名や航空会社名、ロゴ（既存の数十種類から選ぶほか、後述のクレジットを消費して、自作の写真などを利用する事もできる）あるいは、3文字の航空会社コードなどを登録して、ゲームを開始する。その際、チャンネルと呼ばれるサーバ内の任意のワールド（区域）から選ぶ。このチャンネルは、ゲーム中の設定から「撤退」を選ばない限り、ゲーム終了まで変更することが一切出来ない。

## エアタイクーンオンライン
2013年3月6日リリース。最新バージョンは2.5.2（2016年7月1日更新）。有料版は120円（2018年9月現在）。

## エアタイクーンオンライン２
2015年3月20日リリース。最新バージョンは1.7.3。有料版は240円（2018年9月現在）。
前作から様々な改良点が加えられた。変更点の一例は以下の通り。
- マップの3D化。
- 「広告」の仕様変更。前作では単に3つの投資レベルを選択するものだったが、今作ではアジア、ヨーロッパ、アフリカ、北アメリカ、南アメリカ、オセアニアの6つの地域においてそれぞれ個別に1から7までの投資レベルを選択するシステムとなり、広告費が大幅に上昇した。なお、各地域での広告に関する投資はそれぞれの地域にある都市に路線を開設することで可能となる。
- SO（経由路線）の実装。一定以上の航続距離を有する航空機を使用し出発都市・到着都市の他経由都市を加えた3つの都市を結ぶ航空路線を開設することが出来る。ただし、開設する際は到着都市は経由都市から一定の方角の範囲内になければならない。
- M＆Aの実装。チャンネルから撤退したプレイヤーの会社を買収することが出来る。買収した際は機材や路線、スロットを買収した会社から引き継ぐことが出来る。
- 航空機及びメーカーの追加。
- 都市の追加。
- 「会社レベル」の実装。レベル1から5までの5つに分けられており、会社価値が一定の値に到達するとレベルが上昇し、スロット取得や航空機納入に必要な時間が増加する他、レベル3で保険に自動的に加入し、レベル5で月毎に税金を支払わなければならない。

## エアタイクーンオンライン３
2018年1月リリース。最新バージョンは1.3.0。
前作に引き続き様々な点が変更されている。
- マップを2D・3D双方から選択することが可能になった。初期は3Dの設定だが、設定によって2Dに変更することが可能。
- ハブアンドスポークの概念の採用と、それによる再度の「広告」の仕様変更。今作ではハブアンドスポークの概念が取り入れられており、本社が置かれている都市以外を起点として就航する場合は、都市に一定費用を払って「支社」を設立する必要がある。「支社」の設立には都市における自社の知名度を一定以上に上げる必要があり、都市ごとに個別に1から9までの投資レベルを選択する必要があるため、前作以上に広告費が増加している。
- 航空機及びメーカーの追加。また、登場する航空機の細かな性能の調整や、一部機種の削除が行われている。

## 有料版と無料版の違い
機能面、ゲーム内でできること等に違いは無いが、ゲームスタート時に70クレジット（ゲーム内上級通貨）が付与される（ATO2）。

## 関連作品
エアタイクーンオンラインシリーズ作品をオフライン化したものとして、エアタイクーンシリーズがある。

## ゲームの流れ
ゲームを新規に開始すると、簡単なチュートリアルが出て（スキップも可能）、その後、新規の航空会社としての経営がスタートする。他プレイヤーである他社の参入が少ない場合は、旅客（乗客）路線や貨物路線も少ない為、どのようにプレイしても、順調に経営が進むことが多い。しかし、一チャンネルあたりの最大人数枠は約300と一定の為、それらが埋まる頃には、それなりに明確な経営ビジョンを持っていなければ、攻略は難しい。
一般的には、任意の空港を2点選び、それぞれの空港の発着枠となる「スロット」を確保する。その際には、その空港がある都市の経済レベル（貨物に影響）や観光レベル（旅客に影響）が高い空港を考慮して決定する。ゲームが進行すると、空港自体のレベルアップや、他社の参入などによって勝利がおぼつかなくなるので、他社がまだ参入していないルート（路線）を新規に開拓して行く。ルートの一覧では、他社が参入していないルートは黄色、そのターンで開通させた新規ルートは緑色、他社も参入している競合ルートは水色で表示される。このルートは世界地図上で、自社では他社と比べて太線で表示される。旅客路線は白く、貨物路線ではクリーム色で表示される。これらは設定の歯車アイコンの横から、トグル表示で切り替えが可能である。
スロットを確保したら、旅客路線ではカウンターとオフィスを、貨物路線ではオフィスと貨物保管所を空港にそれぞれ1つ以上設置する。そして当然ながら航空機も必要である。通常は、黄色い通貨であるKを消費して、スロットや航空機などの確保、収入や支出などを管理するが、航空機やスロットを急いで確保する必要が生じた場合は、緑色の有料通貨であるクレジットを消費して、即時決済を行う。このクレジットは、他社の詳しい情報を参照したり、空港を所有したり、燃料を節約するための燃料タンクを購入する時などの場面でも消費する。
プレイヤーは、次のターン（実時間で2時間後）までにスロットやルートの見直しや新規運航および廃止、あるいはバランスシートである経営報告書や、空港・ルート、飛行機リストなどを参照しながら、上位で勝利する為の道を模索してゆく。ゲーム開始直後は、貨物機が70000Kと高価なため、貨物路線よりも旅客路線が多めとなる傾向にある。
なお、ゲームの進行に伴い、利用できる航空機の種類が増えたり、新しい空港が開港したりするほか、国際博覧会などのイベントが発生したり、アライランス（グループの参加、提携）機能が加わったりする。上位100位までの一覧は、王冠ボタンをタップすれば、ランキングが画面に表示される。